# Deividas Staponkus
Deividas Staponkus (* 17. März 1976 in Šiauliai) ist ein litauischer Opernsänger (Bariton) und ehemaliger Politiker, Vizeminister der Kultur.

## Leben
Von 1996 bis 2000 absolvierte er das Bachelorstudium, von 2000 bis 2004 das Masterstudium im Gesang an der Lietuvos muzikos akademija (LMTA) bei Edvardas Kaniava und danach Kunst-Aspirantur und wurde Kunst-Lizenziat. 
Er lernte bei Louis Manik, Lilian Sukis und Håkan Hagegård.
Ab 2004 war er Inspektor der Opernsolisten am Litauischen Nationaltheater für Oper und Ballett. 2005 bildete er sich weiter bei der Bregenzer Festspiele GmbH in Österreich. Seit 2005 lehrt er an der LMTA. Vom Juli 2010 bis November 2012 war er stellvertretender Kulturminister Litauens.
Er war Mitglied von Tautos prisikėlimo partija. Er ist Mitglied von Liberalų ir centro sąjunga.